# 莳萝叶紫堇
莳萝叶紫堇（学名：Corydalis anethifolia）为罂粟科紫堇属下的一个种。

## 扩展阅读
- 維基物種上的相關：莳萝叶紫堇